# Wyndham Standing
Wyndham Standing, nato Charles Wyndham Standing, (Londra, 23 agosto 1880 – Los Angeles, 1º febbraio 1963), è stato un attore inglese che lavorò a lungo a Hollywood.

## Biografia
Wyndham Standing fu un popolare attore del cinema muto. Nato in Inghilterra, lavorò negli Stati Uniti dove, nel 1915, esordì in un film dell'Universal, diretto da Charles Giblyn. Wyndham era figlio d'arte: suo padre Herbert Standing (1846-1923), da giovane era stato attore. Ormai anziano, era tornato a recitare e aveva lavorato anche a fianco di Mary Pickford. Herbert fu il capostipite di una numerosa famiglia di attori: il fratello di Wyndham, Guy Standing, era un conosciuto attore teatrale e cinematografico come pure l'altro fratello, Jack Standing; il pronipote John Standing è un noto attore teatrale e televisivo.
Wyndham apparve in oltre centotrenta film. Nella prima parte della sua carriera, ebbe ruoli da protagonista o di co-protagonista recitando a fianco di attori come Mae Marsh, Olga Petrova, Norma Talmadge, Louise Fazenda. Alla fine degli anni dieci, affiancò spesso sullo schermo la famosa attrice Pauline Frederick. Standing fu uno degli interpreti principali di Smilin' Through, il primo adattamento cinematografico di un noto lavoro teatrale di Jane Cowl e Jane Murfin, e de La casa delle 4 ragazze, adattamento del 1923 della commedia The Gold Diggers.

## Filmografia

### Attore
- Extravagance, regia di Charles Giblyn (1915)
- Both Sides of Life, regia di Robert Z. Leonard e Lynn Reynolds (1915)
- Business Is Business, regia di Otis Turner (1915)
- A Mother's Atonement, regia di Joseph De Grasse (1915)
- The Supreme Test, regia di Edward LeSaint (1915)
- Due begli occhi (Bullets and Brown Eyes), regia di Scott Sidney (1916)
- The Bugle Call, regia di Reginald Barker (1916)
- Il mendicante (The Beggar of Cawnpore), regia di Charles Swickard (1916)
- The Wolf Woman, regia di Raymond B. West  (1916)
- Redeeming Love, regia di William Desmond Taylor (1916)
- The Waiting Soul, regia di Burton L. King (1917)
- The Auction of Virtue, regia di Herbert Blaché (1917)
- The Soul of a Magdalen, regia di Burton L. King (1917)
- Law of the Land, regia di Maurice Tourneur (1917)
- To the Death, regia di Burton L. King (1917)
- The Silence Sellers, regia di Burton L. King (1917)
- Exile, regia di Maurice Tourneur (1917)
- Rose of the World, regia di Maurice Tourneur (1918)
- The Hillcrest Mystery, regia di George Fitzmaurice (1918)
- The Life Mask, regia di Frank Hall Crane (1918)
- The Glorious Adventure, regia di Hobart Henley (1918)
- Out of the Shadow, regia di Émile Chautard (1919)
- The Woman on the Index, regia di Hobart Henley (1919)
- Paid in Full, regia di Émile Chautard (1919)
- The Marriage Price, regia di Emile Chautard (1919)
- Eyes of the Soul, regia di Emile Chautard (1919)
- The Hushed Hour, regia di Edmund Mortimer (1919)
- The Witness for the Defense, regia di George Fitzmaurice (1919)
- A Temperamental Wife, regia di David Kirkland (1919)
- The Isle of Conquest, regia di Edward José (1919)
- The Miracle of Love, regia di Robert Z. Leonard (1919)
- My Lady's Garter, regia di Maurice Tourneur (1920)
- A Modern Salome, regia di Léonce Perret (1920)
- Lifting Shadows, regia di Léonce Perret (1920)
- Earthbound, regia di T. Hayes Hunter (1920)
- Blackmail, regia di Dallas M. Fitzgerald (1920)
- The Marriage of William Ashe, regia di Edward Sloman (1921)
- The Journey's End, regia di Hugo Ballin (1921)
- Il trionfo del lavoro (The Iron Trail), regia di Roy William Neill (1921)
- Bride's Play, regia di George Terwilliger (1922)
- Smilin' Through, regia di Sidney Franklin (1922)
- Isle of Doubt, regia di Hamilton Smith (1922)
- The Inner Man, regia di Hamilton Smith (1922)
- The Hypocrites, regia di Charles Giblyn (1923)
- The Lion's Mouse, regia di Oscar Apfel (1923)
- Derby d'amore (Little Johnny Jones), regia di Johnny Hines e Arthur Rosson (1923)
- Daytime Wives, regia di Emile Chautard (1923)
- Forgive and Forget, regia di Howard M. Mitchell (1923)
- La casa delle 4 ragazze (The Gold Diggers), regia di Harry Beaumont (1923)
- Secrets, regia di Frank Borzage (1924)
- Pagan Passions, regia di Colin Campbell (1924)
- The Rejected Woman, regia di Albert Parker (1924)
- Il prezzo della vanità (Vanity's Price), regia di Roy William Neill (1924)
- Flames of Desire, regia di Denison Clift (1924)
- Giovanotto mi piacete (The Early Bird), regia di Charles Hines (1925)
- The Reckless Sex, regia di Alan James (1925)
- The Teaser, regia di William A. Seiter (1925)
- The Dark Angel, regia di George Fitzmaurice (1925)
- Soiled, regia di Fred Windemere (1925)
- The Unchastened Woman, regia di James Young (1925)
- If Youth But Knew, regia di George A. Cooper (1926)
- White Heat, regia di Thomas Bentley (1927)
- The Canadian
- Thumbs Down
- The City Gone Wild
- The Port of Missing Girls, regia di Irving Cummings (1928)
- The Price of Divorce
- Il pirata del fiume (The Flying Squad)
- Power Over Men
- Widecombe Fair
- The Eternal Triangle (1930)
- Gli angeli dell'inferno (Hell's Angels), regia di Howard Hughes (1930)
- Billy the Kid, regia di King Vidor (1930)
- Dracula, regia di Tod Browning e Karl Freund (1931)
- Il testimonio muto (Silent Witness), regia di R.L. Hough e Marcel Varnel (1932)
- A Study in Scarlet, regia di Edwin L. Marin (1933)
- Partita a quattro (Design for Living), regia di Ernst Lubitsch (1933)
- Tormento (Sadie McKee), regia di Clarence Brown [1934)
- The Key, regia di Michael Curtiz (1934)
- Pura al cento per cento (The Girl from Missouri), regia di Jack Conway (1934)
- You Belong to Me, regia di Alfred L. Werker (1934)
- British Agent, regia di Michael Curtiz (1934)
- Lo specchio della vita (Imitation of Life), regia di John M. Stahl (1934)
- Quartiere cinese (Limehouse Blues), regia di Alexander Hall (1934)
- Il conquistatore dell'India (Clive of India), regia di Richard Boleslawski (1935)
- All'est di Giava (East of Java), regia di George Melford (1935)
- Maria di Scozia (Mary of Scotland), regia di John Ford (1936)
- Il nemico amato (Beloved Enemy), regia di H.C. Potter (1937)
- Il vascello maledetto (Kidnapped), regia di Alfred L. Werker e Otto Preminger (1938)
- La squadra speciale di Bulldog Drummond (Bulldog Drummond's Secret Police), regia di James P. Hogan (1939)
- La maschera di ferro (The Man in the Iron Mask), regia di James Whale (1939)
- Bulldog Drummond's Bride, regia di James P. Hogan (1939)
- Armonie di gioventù (They Shall Have Music), regia di Archie Mayo (1939)
- Mr. Smith va a Washington (Mr. Smith Goes to Washington), regia di Frank Capra (1939)
- Il dominatore del mare (Rulers of the Sea), regia di Frank Lloyd (1939)
- Manette e fiori d'arancio (The Amazing Mr. Williams), regia di Alexander Hall (1939)
- The Night of Nights, regia di Lewis Milestone (1939)
- Il ponte di Waterloo (Waterloo Bridge), regia di Mervyn LeRoy (1940)
- Indietro non si torna (Escape to Glory), regia di John Brahm (1940)
- Orgoglio e pregiudizio (Pride and Prejudice), regia di Robert Z. Leonard (1940)
- Il lungo viaggio di ritorno o Viaggio senza fine (The Long Voyage Home), regia di John Ford (1940)
- Il figlio di Montecristo (The Son of Monte Cristo), regia di Rowland V. Lee (1940)
- Free and Easy, regia di George Sidney e, non accreditato, Edward Buzzell (1941)
- Follia (Rage in Heaven), regia di W. S. Van Dyke (1941)
- Arriva John Doe (Meet John Doe), regia di Frank Capra (1941)
- Otto giorni di vita (They Dare Not Love), regia di James Whale (1941)
- Catene del passato (Smilin' Through), regia di Frank Borzage (1941)
- How to Hold Your Husband - BACK, regia di Johnny Hines (1941)
- Sono un disertore (This Above All), regia di Anatole Litvak (1942)
- Tutti baciarono la sposa (They All Kissed the Bride), regia di Alexander Hall (1942)
- Counter-Espionage, regia di Edward Dmytryk (1942)
- Laugh Your Blues Away, regia di Charles Barton (1942)
- Appointment in Berlin, regia di Alfred E. Green (1943)
- Madame Curie, regia di Mervyn LeRoy e, non accreditato, Albert Lewin (1943)
- Joe il pilota (A Guy Named Joe), regia di Victor Fleming (1943)
- Passport to Destiny, regia di Ray McCarey (1944)
- Meet the People, regia di Charles Reisner (1944)
- Il matrimonio è un affare privato (Marriage Is a Private Affair), regia di Robert Z. Leonard (1944)
- La signora Parkington (Mrs. Parkington), regia di Tay Garnett (1944)
- La donna del ritratto (The Woman in the Window), regia di Fritz Lang (1944)
- Il gigante di Boston (The Great John L.), regia di Frank Tuttle (1945)
- Grand Hotel Astoria (Week-End at the Waldorf), regia di Robert Z. Leonard (1945)
- Il segreto del medaglione (The Locket), regia di John Brahm (1946)
- In fondo al cuore (The Secret Heart), regia di Robert Z. Leonard (1946)
- Non tormentarmi più (The Arnelo Affair), regia di Arch Oboler (1947)
- Il mare d'erba (The Sea of Grass), regia di Elia Kazan (1947)
- Schiavo del passato (The Late George Apley), regia di Joseph L. Mankiewicz (1947)
- Il disonesto (The Private Affairs of Bel Ami), regia di Albert Lewin (1947)
- La sfinge del male (Ivy), regia di Sam Wood (1947)
- Lo sparviero di Londra (Lured), regia di Douglas Sirk (1947)
- Merton of the Movies, regia di Robert Alton (1947)
- Il delfino verde (Green Dolphin Street), regia di Victor Saville (1947)
- Peccatori senza peccato (If Winter Comes), regia di Victor Saville (1947)
- La moglie ricca (B.F.'s Daughter), regia di Robert Z. Leonard (1948)

### Apparizioni in film, documentari o tv
- Such Is the Law
- The Woman with the Hungry Eyes